# Poison d'avril
Cet article possède un paronyme, voir Poisson d'avril.
Pour plus de détails, voir Fiche technique et Distribution.
Poison d'avril est un téléfilm français réalisé par William Karel réalisé en 2006, diffusé sur Arte le 19 janvier 2007. Il dure 99 minutes.

## Synopsis
21 avril 2002. La surprise est énorme : Jean-Marie Le Pen, président du Front national, se retrouve face à Jacques Chirac au second tour de l'élection présidentielle. Éliminé, Lionel Jospin annonce son retrait de la vie politique. 
Deux mois auparavant. Charles, rédacteur en chef du 20-heures pour une chaîne de télévision nationale, apprend que le directeur de l'information va être remplacé. Un journaliste de TF1, Simon Barachet, a été débauché pour reprendre ses fonctions. Sa mission : faire remonter l'audience. Le nouvel arrivant a demandé les pleins pouvoirs pour y parvenir et très vite, il impose de nouveaux choix éditoriaux à la rédaction. Les journalistes sont très inquiets. Surtout lorsque Charles, qui faisait office de garde-fou, s'absente. Il a dû se rendre au chevet de son père malade.

## Distribution
- Olivier Gourmet : Charles
- Bruno Todeschini : Simon
- Anne Brochet : Laurence
- Patrick Descamps : Ackerman
- Valérie Leboutte : Alexandra
- Grégoire Oestermann : Alban
- Marilyne Canto : Nathalie
- Antoine Mathieu : Colin
- Florence Viala : Hélène
- Aurélia Petit : Catherine
- Fabio Zenoni : Milonet
- Christèle Tual : l'infirmière
- Louise-Anne Hippeau : Sophie
- Jean-Pol Brissart : De Chalmond
- Nicolas Pignon : Savignon
- Jacques Courtes : l'écrivain
- Rémi Amoros : le père de Charles
- Vinciane Millereau : la secrétaire de la rédaction
- François Hautesserre : le journaliste de guerre
- Patrick Poivre d'Arvor

## Une prise de position engagée
Ce film est un pamphlet évident contre la course médiatique que se livrent les journaux télévisés. Le réalisateur, William Karel, y dénonce notamment l’obsession de l’audimat et l’omniprésence du thème de l’insécurité à la veille du premier tour de la présidentielle : « Si le film parle de la faillite des instituts de sondages, aveugles devant la montée de Le Pen (les derniers sondages autorisés, diffusés deux jours avant le premier tour, donnaient 12,5 % à Le Pen), (...), on y voit surtout l'emballement de toutes les chaînes sur l'insécurité. C’est quand même la première fois que les médias, et la télévision en particulier, ont fait basculer le cours d’une élection. Que l’on a utilisé le thème de l’insécurité jusqu’à la nausée. Le film revient longuement et se termine par l’affaire Papi Voise, ce petit vieux d’Orléans, battu par des inconnus trois jours avant le 21 avril et qui a fait 83 fois l’ouverture des journaux télévisés de toutes les chaînes. Chose ahurissante pour une histoire d’une banalité confondante, un petit fait-divers sans intérêt monté en épingle par la télévision. »
Toutefois, le téléfilm se veut être une analyse plus large des raisons qui, selon le réalisateur, auraient aidé Jean-Marie Le Pen à accéder au second tour de l'élection. On pourrait alors « voir ce film un peu comme on revisite une courte page d’histoire ». C'est dans cette optique-là que le film se consacre également à l'analyse politique plus terre-à-terre de la campagne des différents candidats. William Karel porte un regard subjectif sur le « machiavélisme de l'équipe de Chirac (...) et la campagne ratée de Jospin »